# 피연산자
피연산자(被演算子) 또는 오퍼랜드(operand)는 수학에서 연산자의 연산의 대상이다.

## 예
다음의 산술식은 연산자와 피연산자의 예를 보여준다:
{\displaystyle 3+6=9\;}
위의 예에서 '+'는 덧셈이라는 연산 기호이다.
피연산자 '3'은 입력값 중 하나로서 그 뒤에 연산자가 오고 그 뒤의 피연산자 '6'이 연산에 필요한 다른 입력값이다.
이 연산의 결과 출력값은 9이다.

## 컴퓨터 과학
컴퓨터 프로그래밍 언어에서 연산자와 피연산자의 정의는 수학과 거의 동일하다.
컴퓨팅에서 피연산자는 데이터 그 자체를 대표함과 동시에 조작, 연산에 사용할 데이터를 지정하는 컴퓨터 명령의 일부이다. 컴퓨터 명령은 덧셈이나 곱하기 X와 같은 명령을 기술하지만, 피연산자는 어느 X가 연산할지, 그리고 X의 값을 모두 지정한다.
또, 어셈블리어에서 피연산자는 니모닉에 의해 명명되는 명령이 연산하는 값이다. 이 피연산자는 프로세서 레지스터, 메모리 주소, 리터럴 상수, 레이블이 될 수 있다. x86 아키텍처에서의 단순한 예는 다음과 같다.
```
MOV
 
DS
,
 
AX

```

여기에서 레지스터 피연산자 AX의 값은 레지스터 DS로 이동(MOV)된다. 명령에 따라 0, 1, 2개 이상의 피연산자가 있을 수 있다.

## 같이 보기
- 명령 집합
- 명령 코드